# Mormonia subviridis
Mormonia subviridis är en fjärilsart som beskrevs av Harvey 1877. Mormonia subviridis ingår i släktet Mormonia och familjen nattflyn. Inga underarter finns listade i Catalogue of Life.